# بانکا پاپیولر دی لودی
بانکا پاپیولر دی لودی (انگلیسی: Banca Popolare di Lodi) شرکت خدمات مالی و بانکداری ایتالیایی است، که در سال ۱۸۶۴ تأسیس شد.